# Машарі
Машарі́ — село в Україні, у Миколаївській селищній громаді Сумського району Сумської області. Населення становить 106 осіб. До 2016 орган місцевого самоврядування — Верхосульська сільська рада.

## Географія
Село Машарі розташоване біля урочища Калуга за 4 км від річки Сула. Примикає до села Курасове.
По селу тече струмок, що пересихає із загатою.

## Історія
- Село постраждало внаслідок геноциду українського народу, проведеного урядом СССР 1923—1933 та 1946–1947 роках.
- 12 червня 2020 року, відповідно до розпорядження Кабінету Міністрів України № 723-р «Про визначення адміністративних центрів та затвердження територій територіальних громад Сумської області», село увійшло до складу Миколаївської селищної громади[1].
- 19 липня 2020 року, в результаті адміністративно-територіальної реформи та ліквідації Білопільського району, село увійшло до складу новоутвореного Сумського району[2].

## Економіка
- Свино-товарна ферма.